# علم نفس الذات

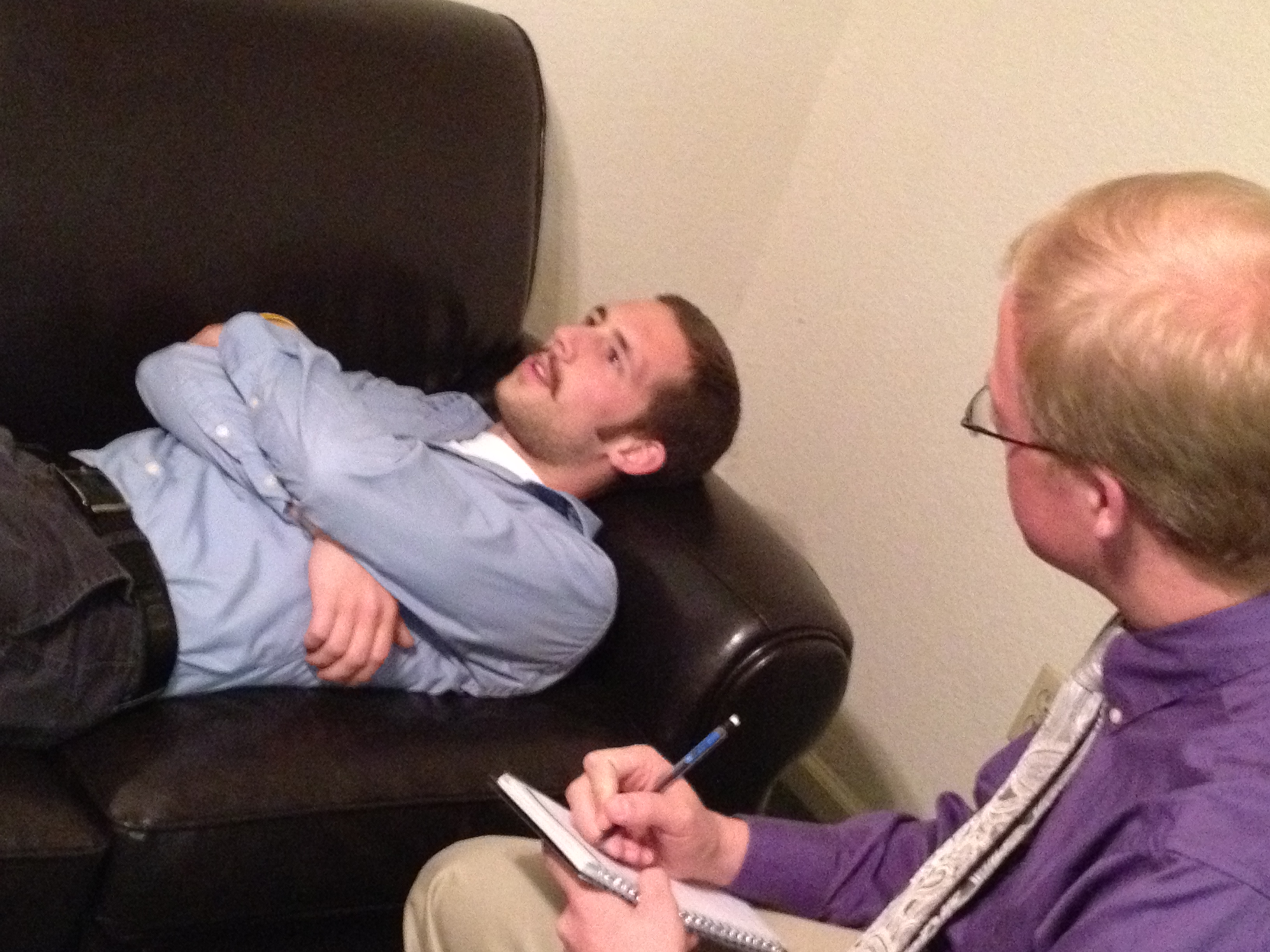
طبيب نفسي مع مريضه

علم نفس الذات (بالإنجليزية: Self psychology)‏ هي مدرسة تحليل نفسي حديثة وتطبيق سريري أسسها هاينز كوهوت في شيكاغو فيما بين العقود السادس والسابع والثامن من القرن العشرين، ولا تزال محل تطور حتى الآن بوصفها شكلا معاصرًا من أشكال العلاج النفسي. في علم نفس الذات، تُجرى محاولة لفهم الأفراد من داخل تجربتهم الذاتية عبر التأمل بالإنابة، مستندة إلى التفسيرات على فهم الذات باعتبارها المنظم المركزي للنفس البشرية. ومن الضروري لفهم علم نفس الذات توضيح ماهية بعض المصطلحات كالتشاعر واعتراض الذات والمطابقة والمثالية والأنا والتوأمة وثلاثي أقطاب الذات. وعلى الرغم من علم نفس الذات يعترف أيضًا ببعض الصراعات والتجميعات الموجودة في نظرية المتغيرات النفسية الفرويدية، فإنه هذه المصطلحات تُفهم في إطار مختلف.
تفترض هذه النظرية أن الطفل إذا حصل على رعاية ثابتة ومستقرة وصحية في سنوات عمره الأولى، سوف يتكون لديه وعي مستقر بالذات يمكنه من إقامة علاقات صحية فيما بعد. تسمى هذه بالذات الحقيقية. وتستطيع الذات الحقيقية الصحية أن تحترم وتقدر وتستمع بكل من الفردية والذاتية، وفي نفس الوقت تحترم المجتمع والعلاقات وتحتاج إليها. أما إذا كان البيئة الأولى غير مستقرة ولا تقدم رعاية صحية، فإن وعي الإنسان بذاته يكون مضطربًا وغير مستقر وهذه تسمى بالذات المزيفة.
تُعد الهوية الأكثر استقرارًا من وجهة نظر هذه المدرسة، هي تلك التي تنفتح وتقبل مساهمات الآخرين دون خوف معوق من الابتلاع وضياع الهوية. هذه الذات ليست تكوينًا نفسيًا منفصلًا ولكنها عبارة عن مجموع المختزنات أو التمثيلات التي تتحدث عنها نظرية العلاقة بالموضوع بالإضافة إلى وظيفة تكاملية توافقية بينها.
وتكون هذه النظرية نوع من التكامل بين نظريتي علم نفس الأنا ونظرية العلاقة بالموضوع، فالأولى لا تزال مرتبطة بالفكرة التحليلية عن الدوافع ولكن يُحول التركيز فيها من الهو إلى الأنا، بينما تأتي الثانية لتبتعد عن الفكر الدافعي الداخلي، وتقدم نموذج العلاقات كمحدد أساسي للشخصية. وتجمعهم وتربط بينهم نظرية علم نفس الذات، حيث أنها تفترض وجود المحدد العلاقاتي الذي يأتي من الخارج وتضيف إليه وظيفة داخلية تحاول تحقيق التكامل بين هذه التمثيلات لمصلحة نمو ونضوج الإنسان في وعيه بنفسه وعلاقاته.